# Olaus Troilius
Olaus Troilius, född 30 november 1669 i Falun, död 17 januari 1727 i Jämshögs prostgård, var en svensk präst.
Olaus Troilius var son till borgmästaren i Falun Zacharias Troilius samt sonson till Uno Troilius och Margaretha Hansdotter, "Stormor i Dalom". Troilius blev student vid Uppsala universitet 1683 och filosofie magister där 1689. Han prästvigdes till huspredikant hos Nils Gripenhielm 1695, blev regementspastor vid Norra skånska kavalleriregementet 1697, kyrkoherde i Hällestad, Dalby och Bonderups församlingar i Skåne 1700 och i Helsingborg 1705 med tillträde 1707. Troilius var tillika fältprost vid svenska armén i nämnda landskap under Stora nordiska kriget. Han blev kyrkoherde i Jämshögs och Näsums pastorat i Blekinge 1711, vilket pastorat då hörde till Villands kontrakt i Lunds stift. Troilius blev prost i nämnda kontrakt (kyrkoverksamhet) eller härad 1714. Han var riksdagsman i prästeståndet vid riksdagen 1719. Troilius gravsattes i Jämshögs kyrka men hans epitafium uppsattes i Helsingborgs kyrkas kor.